# Algemeene Bond van RK-kiesverenigingen
De Algemeene Bond van RK-kiesverenigingen (kortweg Algemeene Bond, ABRK, AB of RK) was een Nederlandse Katholieke politieke partij en organisatie
die werd opgericht op 15 oktober 1904. In mei 1926 werd ze omgevormd van een federatieve in een landelijke partij, de Rooms-Katholieke Staatspartij (RKSP), onder welke naam de Algemeene Bond ook al langere tijd bekendstond. De Algemeene Bond baseerde zich op het door Herman Schaepman in 1896 opgestelde programma.
De katholieken vormden met zo'n 25 tot 30% van de zetels in de periode 1904-1926 de sterkste politieke groepering. In de perioden 1901-1905, 1908-1913 en 1918-1926 was de Algemeene Bond regeringspartij.
Voormannen waren Maximilien Joseph Caspar Marie Kolkman, Johannes Alouisius Loeff, Piet Aalberse en vooral Willem Hubert Nolens, die vanaf 1910 voorzitter van de katholieke fractie in de Tweede Kamer was. Ruijs de Beerenbrouck leidde in de periode 1918-1925 twee kabinetten.

## Beginselen
De Algemeene Bond baseerde zich op Bijbelse normen, volgens de katholieke geloofsleer. Daarnaast was de pauselijke encycliek 'Rerum Novarum' uit 1891 een belangrijk document, omdat daarop de sociale politiek van de partij was gebaseerd.
Aanvankelijk was het tot stand brengen van financiële gelijkstelling van bijzonder onderwijs met het openbare onderwijs het belangrijkste politieke doel. Hierbij werd nauw samengewerkt met antirevolutionairen en christelijk-historici. Tezamen vormden zij de rechtse coalitie. Dit doel werd in 1917 bereikt.
De Algemeene Bond was voorstander van sociale zekerheid, van een zekere mate van protectie en ondersteuning van de binnenlandse industrie en handel, van invoering van een gezinshoofden-kiesrecht en van verbetering van de arbeidswetgeving (beperking van vrouwenarbeid, regeling werktijden).
Na de Eerste Wereldoorlog waren de katholieken tegenstander van hoge uitgaven voor defensie.
Uiteraard streefde de Algemeene Bond ook enkele specifiek katholieke doelen na, zoals opheffing van het processieverbod, bevordering van de missie in Nederlands-Indië en een blijvend gezantschap bij de paus.

## Afsplitsingen
In 1919 werd het dissidente Tweede Kamerlid Henricus Antonius Godefridus van Groenendael uit de fractie gezet. Hij had zich openlijk geschaard achter een beweging die aanstuurde op afscheiding van Limburg.
In 1922 werd ter rechterzijde de Nieuwe Katholieke Partij opgericht, die zich keerde tegen het sociale beleid van minister Aalberse en de 'te linkse' koers van de RKSP onder leiding van Nolens.
Rond 1924 opereerde in de Algemeene Bond een op de katholieke vakbond gerichte beweging, 'Sint Michaël'. Deze groepering stuurde aan op samenwerking met de sociaaldemocraten. Zij kreeg in de persoon van Joannes Antonius Veraart een vertegenwoordiger in de RKSP-fractie. Een deel van de Michaëlisten zou rond 1930 de partij verlaten en de Katholiek-Democratische Bond vormen, die echter geen lang leven was beschoren. Een eveneens op de vakbeweging gerichte partij, de RKVP, behaalde in 1925 wel een Kamerzetel.

## Historische ontwikkeling
Tot 1897 was er geen sprake van een landelijke partijorganisatie van de katholieken. Wel bestonden er lokale katholieke kiesverenigingen. In juni 1887 richtten enkele katholieken wel een Algemene Bond van R.K. Kiesverenigingen op, maar er ontstond direct een conservatief-katholieke tegenhanger: de Zuid- en Noord-Hollandse Bond onder leiding van de Rotterdamse ondernemer Bernardus Marie Bahlmann. Ook in andere provincies ontstonden aparte bonden. Met name de Noord-Brabantse Bond was zeer machtig.
Pas in 1891 kwam er een katholieke fractie in de Tweede Kamer, maar niet alle katholieken maakten daarvan steeds deel uit. De priester Herman Schaepman was er bijvoorbeeld enige tijd geen lid van, omdat er persoonlijke tegenstellingen waren met andere katholieke Kamerleden. Dankzij diezelfde Schaepman kwam er in 1896 wel een partijprogramma en in 1897 een landelijke vergadering van RK-kiesverenigingen.
In februari 1904 werd door de katholieken in de Eerste Kamer het initiatief genomen om een federatieve bond van R.K.-kiesverenigingen op te richten. Dit gebeurde uiteindelijk in oktober van dat jaar. De Noord-Brabantse federatie bleef daar voorlopig nog buiten.
De Algemeene Bond was een losse organisatie, die in politieke zin ondergeschikt was aan de Tweede Kamerfractie.
In 1918, na de invoering van de evenredige vertegenwoordiging, werd de partij omgevormd tot Algemene Bond van R.K.-Rijkskiesverenigingen, die ook al rooms-katholieke Staatspartij werd genoemd. In 1926 verdween het federatieve karakter.

## Regeringsdeelname
Katholieken namen deel aan de kabinetten-Kuyper en -Heemskerk. Hoewel zij de grootste partij vormden, waren katholieken in die kabinetten in de minderheid.
Vanaf 1918 kregen de katholieken wel een sterke positie in het kabinet. Tevens leverden zij toen de minister-president. In 1923 veroorzaakten tien katholieke Kamerleden de val van het tweede kabinet-Ruijs de Beerenbrouck door met de oppositie tegen de ontwerp-Vlootwet te stemmen. Die wet voorzag in een meerjarig programma voor de bouw van marineschepen ter verdediging van Nederlands-Indië. Na mislukte formatiepogingen keerde het kabinet overigens ongewijzigd terug.
In 1925 boden de katholieke ministers in het eerste kabinet-Colijn hun ontslag aan, nadat de Tweede Kamer een amendement-Kersten had aangenomen waardoor de gelden voor het gezantschap bij de paus werden geschrapt. In 1926 kwam er wel een katholieke minister, maar die was buiten de katholieke kamerfractie om benoemd.

## Voormannen
Na de dood van Schaepman werden achtereenvolgens Kolkman en Loeff voorzitter van de katholieke Kamerclub. In 1910 werd de priester Nolens fractievoorzitter. Hij zou, als sociaal voelende Limburger, een dominante rol gaan spelen in zijn partij en in de Kamer. In 1918 formeerde hij het eerste kabinet-Ruijs de Beerenbrouck.
De minister van Arbeid in dat kabinet, Aalberse, behoorde eveneens tot de voormannen van de katholieken. Hij bracht belangrijke sociale- , arbeids- en nijverheidswetgeving tot stand.
De Limburgse jonkheer Charles Ruijs de Beerenbrouck leidde het kabinet door het woelige laatste jaar (1918) van de Eerste Wereldoorlog. Tevens weerstond zijn kabinet in dat jaar de buitenlandse en binnenlandse spanningen rond de val van het Duitse Keizerrijk en wist het bekwaam belangrijke hervormingen tot stand te brengen. Ruijs betoonde zich daarbij, ondanks zijn relatief jonge leeftijd, een uitstekend kabinetsleider. In 1925 werd hij Tweede Kamervoorzitter.